# كأس المقاطعات الأوروبية 2003
كأس المقاطعات الأوروبية 2003 (بالإنجليزية: 2003 UEFA Regions' Cup)‏ هو موسم من كأس المقاطعات الأوروبية. بمشاركة  8 فريقاً، وفاز فيه بييمونتي.